# Rofrano
Rofrano est une commune italienne de la province de Salerne, dans la région Campanie.

## Administration
| Période                                  | Période | Identité | Étiquette | Qualité |
| ---------------------------------------- | ------- | -------- | --------- | ------- |
|                                          |         |          |           |         |
| Les données manquantes sont à compléter. |         |          |           |         |

### Communes limitrophes
Alfano, Caselle in Pittari, Laurino, Laurito, Montano Antilia, Novi Velia, Roccagloriosa, Sanza, Torre Orsaia, Valle dell'Angelo.